# 懷遠洄瀾塔
懷遠洄瀾塔位於四川省成都市崇州市，文物遺址年代判定為清。2012年7月16日公佈為第八批四川省文物保護單位。

## 簡介[2]
懷遠洄瀾塔（漢源洄瀾塔）位於四川省成都市崇州市懷遠鎮前鋒村，建於清同治五年（1866）。磚石結構，九級密簷式、六角攢尖，底徑7.5公尺，通高39.2公尺。每層每面開拱頂窗，窗上有額龕。室內每級由四根實心柱圍成內外室，略無牆壁，柱間拱門連通內外室，無須憑窗即可遙望塔周邊。內室中心一孔，垂直至底，塔身下部磚上銘楷書“漢源洄瀾塔”五字。塔內由立柱隔為內外室，中心一孔一望至頂。塔室周圍有石階梯可繞室盤旋至頂。室壁開拱頂窗。下三級塔室有壁龕，墨繪有八仙及山水等。1997年，淚瀾塔被成都市人民政府公佈為市級文物保護單位。